# Oberamt Nürtingen

Karte der Oberämter, Stand 1926

Das Oberamt Nürtingen bestand von 1818 bis 1924 als untere Verwaltungseinheit des Schwarzwaldkreises, seit 1924 als oberste Verwaltungseinheit innerhalb des Landes Württemberg (auf beigefügter Karte #39). 1934 wurde es in Kreis Nürtingen umbenannt, 1938 um den größten Teil des Kreises Kirchheim sowie einzelne Gemeinden der Kreise Eßlingen, Urach und Tübingen zum Landkreis Nürtingen erweitert.

## Geschichte

Oberamt Nürtingen, Gebietsstand 1813, mit den früheren Herrschafts- und Ämtergrenzen

Bereits seit Anfang des 14. Jahrhunderts war die Stadt Nürtingen Hauptort einer württembergischen Vogtei. Das hieraus entstandene Amt, seit 1758 Oberamt, zählte zu den kleineren Verwaltungsbezirken des Herzogtums. Ihm wurde 1807, im Zuge der Neuordnung der Oberämter, das südlich angrenzende Oberamt Neuffen einverleibt. Gleichzeitig wurde aber das durch den Umbau der Staatswirtschaft durch König Friedrich neu geschaffene Kameralamt (Finanzbehörde) des Oberamtsbezirks Nürtingen in Neuffen angesiedelt.
Ebenfalls altwürttembergisch war Altdorf, das bis 1808 zum Klosteramt Denkendorf gehörte. Unterboihingen, das einzige überwiegend katholische Dorf des Bezirks, und das Gut Hammetweil waren bis 1806 als Besitz der Freiherren Thumb von Neuburg beim Ritterkanton Neckar-Schwarzwald der schwäbischen Reichsritterschaft immatrikuliert.
Nachbarn waren nach der Neugliederung die württembergischen Oberämter Stuttgart, Eßlingen, Kirchheim, Urach und Tübingen.

## Gemeinden

### Einwohnerzahlen 1846
Folgende Gemeinden waren dem Oberamt 1848 unterstellt:
| frühere Gemeinde   | Einwohnerzahl 3. Dezember 1846 | Einwohnerzahl 3. Dezember 1846 | heutige Gemeinde     |
| frühere Gemeinde   | evangel.                       | kathol.                        | heutige Gemeinde     |
| ------------------ | ------------------------------ | ------------------------------ | -------------------- |
| Nürtingen          | 4484                           | 27                             | Nürtingen            |
| Aich               | 866                            | 1                              | Aichtal              |
| Altdorf            | 499                            | –                              | Altdorf              |
| Altenrieth         | 437                            | 3                              | Altenriet            |
| Balzholz           | 451                            | –                              | Beuren               |
| Beuren             | 1748                           | –                              | Beuren               |
| Erkenbrechtsweiler | 726                            | 6                              | Erkenbrechtsweiler   |
| Frickenhausen      | 1328                           | 6                              | Frickenhausen        |
| Grafenberg         | 903                            | 11                             | Grafenberg           |
| Groß-Bettlingen    | 686                            | 1                              | Großbettlingen       |
| Grötzingen         | 1027                           | 3                              | Aichtal              |
| Hardt              | 224                            | 2                              | Nürtingen            |
| Kappishäusern      | 248                            | –                              | Neuffen              |
| Klein-Bettlingen   | 253                            | –                              | Bempflingen          |
| Kohlberg           | 887                            | 6                              | Kohlberg             |
| Linsenhofen        | 1227                           | –                              | Frickenhausen        |
| Neckarhausen       | 1033                           | 1                              | Nürtingen            |
| Neckar-Tenzlingen  | 1106                           | 1                              | Neckartenzlingen     |
| Neckar-Thailfingen | 1173                           | 5                              | Neckartailfingen     |
| Neuenhaus          | 727                            | –                              | Aichtal              |
| Neuffen            | 1940                           | 3                              | Neuffen              |
| Ober-Boihingen     | 1234                           | 1                              | Oberboihingen        |
| Ober-Ensingen      | 823                            | 1                              | Nürtingen            |
| Raidwangen         | 385                            | 1                              | Nürtingen            |
| Reudern            | 725                            | –                              | Nürtingen            |
| Tischardt          | 397                            | –                              | Frickenhausen        |
| Unter-Boihingen    | 17                             | 498                            | Wendlingen am Neckar |
| Unter-Ensingen     | 967                            | 3                              | Unterensingen        |
| Wolfschlugen       | 1318                           | –                              | Wolfschlugen         |
| Zitzishausen 1     | 449                            | –                              | Nürtingen            |
| Summe              | 28347                          | 580                            |                      |

### Änderungen im Gemeindebestand seit 1813

Gemeinden und Markungen um 1860

1842 kam die Gemeinde Altenriet vom Oberamt Tübingen zum Oberamt Nürtingen. Gleichzeitig wurde Grabenstetten dem Oberamt Urach zugeteilt.
1919 wurde Oberensingen nach Nürtingen eingemeindet.
1938 wurde Balzholz nach Beuren eingemeindet.

## Amtsvorsteher
mit der Amtsbezeichnung Oberamtmann, seit 1. Oktober 1927 Landrat:
- 1805–1821: Christian Heinrich von Günzler
- 1821–1836: Friedrich Wilhelm von Fischer
- 1837–1854: Ludwig von Pfeiffer
- 1854–1855: Johann Gottlieb Herrmann (provisorisch)
- 1856–1868: Carl Wilhelm von Heinz
- 1869–1875: Georg Christian Haug
- 1875–1891: Karl Adolf Camerer
- 1891−1891: Wilhelm Adolf Speidel
- 1892–1911: Franz von Falkenstein
- 1911–1914: Karl Weihenmaier
- 1914–1915: Julius Kümmerlen (Amtsverweser)
- 1915–1916: Oskar Rupp (Amtsverweser)
- 1916–1922: Karl Knapp
- 1922–1923: Otto Barth (Amtsverweser)
- 1923–1933: Ludwig Nägele
- 1933–1935: Karl Benz
- 1935–1945: Helmuth Maier